# 伦多夫
伦多夫是德国巴伐利亚州的一个市镇。总面积33.94平方公里，总人口2747人，其中男性1389人，女性1358人（2011年12月31日），人口密度81人/平方公里。